# Agrício Braga
Agrício Braga Filho (Casa Nova, 11 de fevereiro de 1958) é um empresário e político brasileiro. Integrou a Câmara Legislativa do Distrito Federal em sua terceira legislatura, de 1999 a 2003.
Filiado ao Partido Liberal, Braga foi eleito deputado distrital na eleição de 1998 com 3.707 votos. Concorreu novamente ao cargo nas eleições de 2002 e 2006, não obtendo êxito em ambas as disputas.